# Сильница
Сильница (укр. Сільниця) — село на Украине, находится в Тульчинском районе Винницкой области.
Код КОАТУУ — 0524385301. Население по переписи 2001 года составляет 849 человек. Почтовый индекс — 23621. Телефонный код — 4335.
Занимает площадь 3,47 км².

## Адрес местного совета
23621, Винницкая область, Тульчинский р-н, с. Сильница, ул. Ленина, 30